# Jean-Antoine de Mesmes
Jean-Antoine de Mesmes (1661 - 23 août 1723) est un magistrat français, comte d'Avaux.

## Biographie
Fils de Jean-Jacques de Mesmes, lui aussi magistrat, il est élu membre de l'Académie française en 1710 et devient premier président du Parlement de Paris en 1712. Il est un des habitués des salons littéraires et des fêtes des Grandes Nuits de Sceaux dans le cercle des Chevaliers de la Mouche à Miel que donne la duchesse du Maine en son Château de Sceaux. Il est maître des requêtes, conseiller d'Etat ordinaire, Président à mortier du Parlement de Paris.
Il fait réaménager en 1704 par Bullet et Germain Boffrand son hôtel dans la rue Sainte-Avoye, actuellement 62 rue du Temple et passage Sainte-Avoie.